# Zwartkapstruikvliegenvanger
De zwartkapstruikvliegenvanger (Heteromyias armiti) is een zangvogel uit de familie Petroicidae (Australische vliegenvangers).

## Verspreiding en leefgebied
Deze soort is endemisch in de bergen van Nieuw-Guinea. Er zijn twee ondersoorten:
- H. a. rothschildi: van westelijk-centraal tot oostelijk-centraal Nieuw-Guinea
- H. a. armiti: noordoostelijk Nieuw-Guinea.

Eerder beschreven ondersoorten H. centralis en H.atricapila zijn hierin opgenomen. 	